# FK Armavir
Maillots
Le FK Armavir (russe : Футбольный клуб «Армавир») est un club de football russe fondé en 1959 et basé à Armavir.

## Histoire
Fondé en 1959 sous le nom Torpedo, le club intègre le niveau professionnel dès l'année suivante en prenant part à la Klass B soviétique jusqu'en 1969, date à laquelle il cesse ses activités sportives.
Le club reprend du service en 1988 et réintègre la troisième division en 1990. Après la dissolution de l'Union soviétique, il est intégré dans la nouvelle troisième division russe en 1992, où il évolue deux saisons avant de descendre en quatrième division puis de remonter en 1996. Après deux saisons passées dans le bas de classement du groupe Sud, le club cesse une nouvelle fois ses activités à l'issue de la saison 1998.
Sous sa forme actuelle, le Torpedo est recréé en 2008 et remporte notamment cette année-là la Coupe de Russie amateur. Il réintègre le groupe Sud de la troisième division à l'occasion de la saison 2009. L'équipe s'établit alors comme un prétendant récurrent à la montée, terminant dans les cinq premiers pendant quatre saisons d'affilée. Après une décevante dixième place en 2014, il termine finalement vainqueur du groupe à l'issue de la saison 2014-2015 et intègre la deuxième division pour la première fois de son histoire. Un plan de reprise du club par le Kouban Krasnodar dans l'optique d'en faire un club-école sous le nom Kouban-2 est par ailleurs avancé avant le début de la saison 2015-2016 ; l'idée n'aboutit finalement pas et le Torpedo Armavir prend part indépendamment à la deuxième division. Le club ne parvient cependant pas à se maintenir et est relégué à l'issue de la saison en terminant dix-huitième. Après une consultation avec les supporters du club, le Torpedo est officiellement renommé Armavir en juin 2016.
De retour au troisième échelon, le club atteint la troisième place du groupe Sud en 2017 avant de l'emporter l'année suivante et de retrouver la deuxième division à l'occasion de la saison 2018-2019. Après un très mauvais début de saison le voyant stagner dans les dernières places du classement, Armavir connaît une période de bonne forme lui permettant de revenir dans la course au maintien, qu'il finit par obtenir à la toute dernière journée, en n'ayant passé en tout que deux journées hors des places de relégation.
Alors que le club se place douzième en championnat après vingt-sept journées lors de l'exercice 2019-2020, et dans le contexte de la suspension de la compétition en raison de la pandémie de Covid-19 qui affecte alors la Russie, Armavir annonce officiellement son retrait de la deuxième division au mois d'avril 2020,. Cela n'affecte cependant aucunement la compétition qui est finalement arrêtée définitivement durant le mois de mai. Le club échoue par la suite à obtenir une licence professionnelle pour prendre part à la troisième division.

## Bilan sportif

### Palmarès
Championnat de Russie D3
- Vainqueur : 2015 et 2018 (groupe Sud).

### Classements en championnat
La frise ci-dessous résume les classements successifs du club en championnat d'Union soviétique.
La frise ci-dessous résume les classements successifs du club en championnat de Russie.

### Bilan par saison
| Saison    | Championnat  | Championnat  | Championnat  | Championnat  | Championnat  | Championnat  | Championnat  | Championnat  | Championnat  | Championnat  | Coupe d'URSS        |              |
| Saison    | Division     | Pos          | Pts          | J            | V            | N            | D            | BP           | BC           | Diff         | Coupe d'URSS        |              |
| --------- | ------------ | ------------ | ------------ | ------------ | ------------ | ------------ | ------------ | ------------ | ------------ | ------------ | ------------------- | ------------ |
| 1960      | 2e Russie 3  | 7e           | 24           | 26           | 9            | 6            | 11           | 28           | 37           | -9           | —                   |              |
| 1961      | 2e Russie 4  | 5e           | 25           | 24           | 8            | 9            | 7            | 26           | 26           | 0            | Seizièmes de finale |              |
| 1962      | 2e Russie 3  | 12e          | 23           | 28           | 9            | 5            | 14           | 30           | 42           | -12          | Premier tour Q      |              |
| 1963      | 3e Russie 3  | 3e           | 37           | 30           | 16           | 5            | 9            | 40           | 24           | +16          | Premier tour Q      |              |
| 1964      | 3e Russie 3  | 7e           | 33           | 30           | 11           | 11           | 8            | 32           | 31           | +1           | Deuxième tour Q     |              |
| 1965      | 3e Russie 3  | 2e           | 47           | 38           | 17           | 13           | 8            | 47           | 39           | +8           | —                   |              |
| 1966      | 3e Russie 3  | 8e           | 35           | 34           | 12           | 11           | 11           | 33           | 30           | +3           | Premier tour Q      |              |
| 1967      | 3e Russie 3  | 13e          | 36           | 38           | 14           | 8            | 16           | 37           | 47           | -10          | Deuxième tour Q     |              |
| 1968      | 3e Russie 3  | 11e          | 40           | 40           | 14           | 12           | 14           | 38           | 37           | +1           | Deuxième tour Q     |              |
| 1969      | 3e Russie 3  | 14e          | 29           | 34           | 9            | 11           | 14           | 30           | 36           | -6           | —                   |              |
| 1970-1989 | Club inactif | Club inactif | Club inactif | Club inactif | Club inactif | Club inactif | Club inactif | Club inactif | Club inactif | Club inactif | Club inactif        | Club inactif |
| 1990      | 4e Zone 4    | 13e          | 24           | 32           | 7            | 10           | 15           | 25           | 46           | -21          | —                   |              |
| 1991      | 4e Zone 4    | 16e          | 38           | 42           | 15           | 8            | 19           | 46           | 56           | -10          | —                   |              |
| Saison    | Championnat  | Championnat  | Championnat  | Championnat  | Championnat  | Championnat  | Championnat  | Championnat  | Championnat  | Championnat  | Coupe de Russie     |              |
| Saison    | Division     | Pos          | Pts          | J            | V            | N            | D            | BP           | BC           | Diff         | Coupe de Russie     |              |
| 1992      | 3e Zone 1    | 9e           | 39           | 38           | 17           | 5            | 16           | 52           | 67           | -15          | —                   |              |
| 1993      | 3e Zone 2    | 9e           | 27           | 30           | 12           | 3            | 15           | 33           | 45           | -12          | Troisième tour      |              |
| 1994      | 4e Zone 1    | 11e          | 28           | 32           | 12           | 4            | 16           | 44           | 49           | -5           | Deuxième tour       |              |
| 1995      | 4e Zone 1    | 4e           | 50           | 28           | 15           | 5            | 8            | 48           | 22           | +26          | Premier tour        |              |
| 1996      | 3e Ouest     | 16e          | 36           | 38           | 11           | 3            | 24           | 40           | 75           | -35          | Premier tour        |              |
| 1997      | 3e Ouest     | 19e          | 31           | 38           | 8            | 7            | 23           | 32           | 66           | -34          | Deuxième tour       |              |
| 1998      | 3e Sud       | 21e          | 19           | 40           | 4            | 7            | 29           | 25           | 101          | -76          | Troisième tour      |              |
| 1998      | 3e Sud       | 21e          | 19           | 40           | 4            | 7            | 29           | 25           | 101          | -76          | Deuxième tour       |              |
| 1999-2008 | Club inactif | Club inactif | Club inactif | Club inactif | Club inactif | Club inactif | Club inactif | Club inactif | Club inactif | Club inactif | Club inactif        | Club inactif |
| 2009      | 3e Sud       | 4e           | 63           | 34           | 19           | 6            | 9            | 54           | 32           | +22          | —                   |              |
| 2010      | 3e Sud       | 2e           | 69           | 32           | 20           | 9            | 3            | 41           | 15           | +26          | Deuxième tour       |              |
| 2011-2012 | 3e Sud       | 2e           | 72           | 34           | 22           | 6            | 6            | 53           | 21           | +32          | Cinquième tour      |              |
| 2011-2012 | 3e Sud       | 2e           | 72           | 34           | 22           | 6            | 6            | 53           | 21           | +32          | Cinquième tour      |              |
| 2012-2013 | 3e Sud       | 3e           | 63           | 32           | 19           | 6            | 7            | 51           | 25           | +26          | Seizièmes de finale |              |
| 2013-2014 | 3e Sud       | 10e          | 46           | 34           | 12           | 10           | 12           | 41           | 41           | 0            | Quatrième tour      |              |
| 2014-2015 | 3e Sud       | 1er          | 69           | 36           | 21           | 6            | 9            | 61           | 41           | +20          | Deuxième tour       |              |
| 2015-2016 | 2e           | 18e          | 40           | 38           | 10           | 10           | 18           | 28           | 44           | -16          | Seizièmes de finale |              |
| 2016-2017 | 3e Sud       | 3e           | 62           | 30           | 18           | 8            | 4            | 44           | 18           | +26          | Deuxième tour       |              |
| 2017-2018 | 3e Sud       | 1er          | 79           | 32           | 24           | 7            | 1            | 70           | 16           | +54          | Quatrième tour      |              |
| 2018-2019 | 2e           | 15e          | 44           | 38           | 10           | 14           | 14           | 32           | 44           | -12          | Quatrième tour      |              |
| 2019-2020 | 2e           | 12e          | 30           | 27           | 7            | 9            | 11           | 23           | 29           | -6           | Quatrième tour      |              |

Légende
- Promotion en division supérieure
- Relégation en division inférieure

## Entraîneurs
La liste suivante présente les différents entraîneurs du club depuis 1960.
- Viktor Gouliaïev (1960-août 1962)
- Gavril Bogatello (1963)
- Grigori Douganov (1964-1966)
- Sergueï Gassoian (1967)
- Viktor Gouliaïev (1968)
- Vassili Korzounov (1969)
- Viktor Gouliaïev (1989)
- Aleksandr Antonov (1990)
- Viktor Tichtchenko (1991)
- Viktor Anokhine (1992)
- Viktor Bataline (janvier 1993-juillet 1994)
- Khamza Bagapov (août 1994-décembre 1994)
- Aleksandr Perepiolkine (1995)
- Nourbi Khakounov (1997)
- Sergueï Gorbatchiov (janvier 1998-juillet 1998)
- Viktor Zviaguine (août 1998-décembre 1998)
- Arsen Papikian (2009-janvier 2013)
- Marat Dzoblaïev (janvier 2013-décembre 2013)
- Dmitri Petrenko (janvier 2014-juin 2015)
- Valeri Karpine (juillet 2015-juin 2016)
- Arsen Papikian (juin 2016-)